# Ксенжостани
Ксенжостани (пол. Księżostany) — село в Польщі, у гміні Комарув-Осада Замойського повіту Люблінського воєводства. Населення — 57 осіб (2011).

## Історія
За даними етнографічної експедиції 1869—1870 років під керівництвом Павла Чубинського, у селі здебільшого проживали римо-католики, меншою мірою — греко-католики, які розмовляли польською мовою.
У 1975—1998 роках село належало до Замойського воєводства.

## Демографія
Демографічна структура станом на 31 березня 2011 року:
|          | Загалом | Допрацездатний вік | Працездатний вік | Постпрацездатний вік |
| -------- | ------- | ------------------ | ---------------- | -------------------- |
| Чоловіки | 27      | 2                  | 21               | 4                    |
| Жінки    | 30      | 2                  | 15               | 13                   |
| Разом    | 57      | 4                  | 36               | 17                   |